# Euphumosia paramonovi
Euphumosia paramonovi är en tvåvingeart som beskrevs av Torgerson och James 1967. Euphumosia paramonovi ingår i släktet Euphumosia och familjen spyflugor. Inga underarter finns listade i Catalogue of Life.